# 칼리메어곶

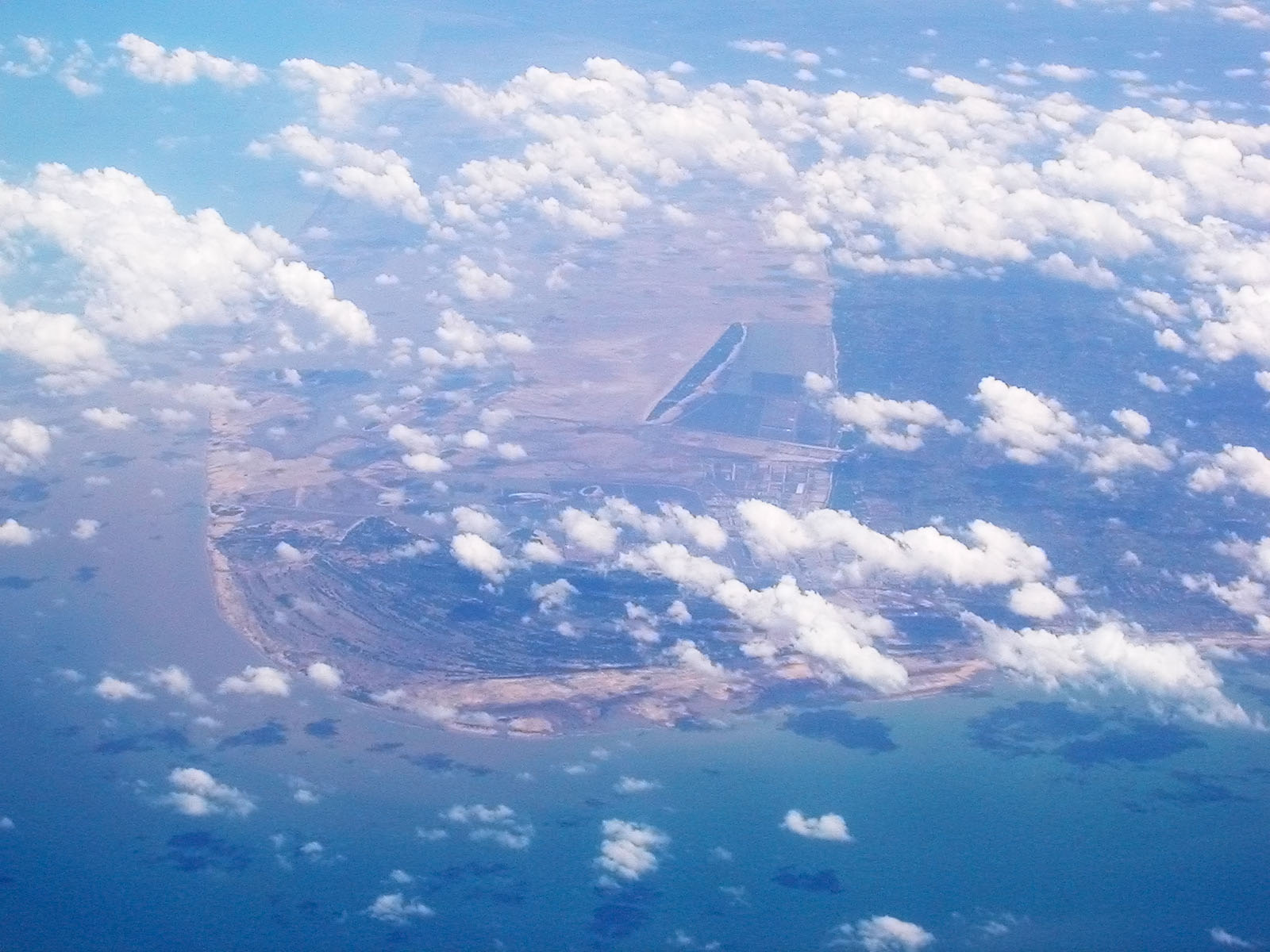
칼리메어곶의 항공 사진

코디악카라이(Kodiakkarai) 혹은 칼리메어곶(-串, Point Calimere 혹은 Cape Calimere)은 인도 타밀 나두(Tamil Nadu) 주(州) 나가파티남 구(Nagapattinam district)에 있는 코로만델 해안(Coromandel Coast)에 위치한 곶(headland)이다. 곶은 카베리강(Kaveli River 혹은 Cauvery River) 삼각주 지역 베다라니암(Vedaranyam) 남쪽 약 9km에 위치해 있으며, 해안에서 거의 직각으로 꺾인다. 촐라 왕조(Chola dynasty) 시기 지어진 코디 쿠자가르 사원(Kodi Kuzhagar temple)과 2004년 인도양 지진해일(2004 Indian Ocean tsunami)로 무너진 촐라의 등대가 있었다.
2002년 8월부터 코디악카라이는 람사르 습지(Ramsar site)로 지정되었다. 칼리메어곶은 라마야나(The Ramayana)라는 신화적 힌두(Hindu) 서사시와도 관련 있다. 곶의 가장 높은 지점은 해발 4m 밖에 안되는 라마르파탐(Ramarpatham)으로, 타밀어(*amil)로 '라마의 발(Rama's feet)'이라는 뜻이다. 돌판 중 하나는 2피트 정도 되는 자국을 가지고 있는데, 여기서 라마(Rama)가 서서 스리랑카(Sri Lanka)의 라바나(Ravana)의 왕국을 정탐했다고 한다. 곶으로부터 48km 떨어진 곳에 있다. 또한 작가 칼키 크리슈나무르티(Kalki Krishnamurthy, 1899~1954)는 자신의 역사소설 『Ponniyin Selvan』에서도 이를 언급했다.

## 동식물
코디악카라이숲(forest of Kodiakkarai)은 베다라니암 삼림(Vedaranyam forest)라고도 하며, 동부 데칸 건조 상록림(East Deccan dry evergreen forests) 생태지역으로 대표되는 전형인 마지막 건조 상록림 중 하나이다. 칼리메어곶 보호구역(Point Calimere Wildlife Sanctuary)은 24.17평방킬로미터로, 1967년 6월 13일에 만들어졌다.

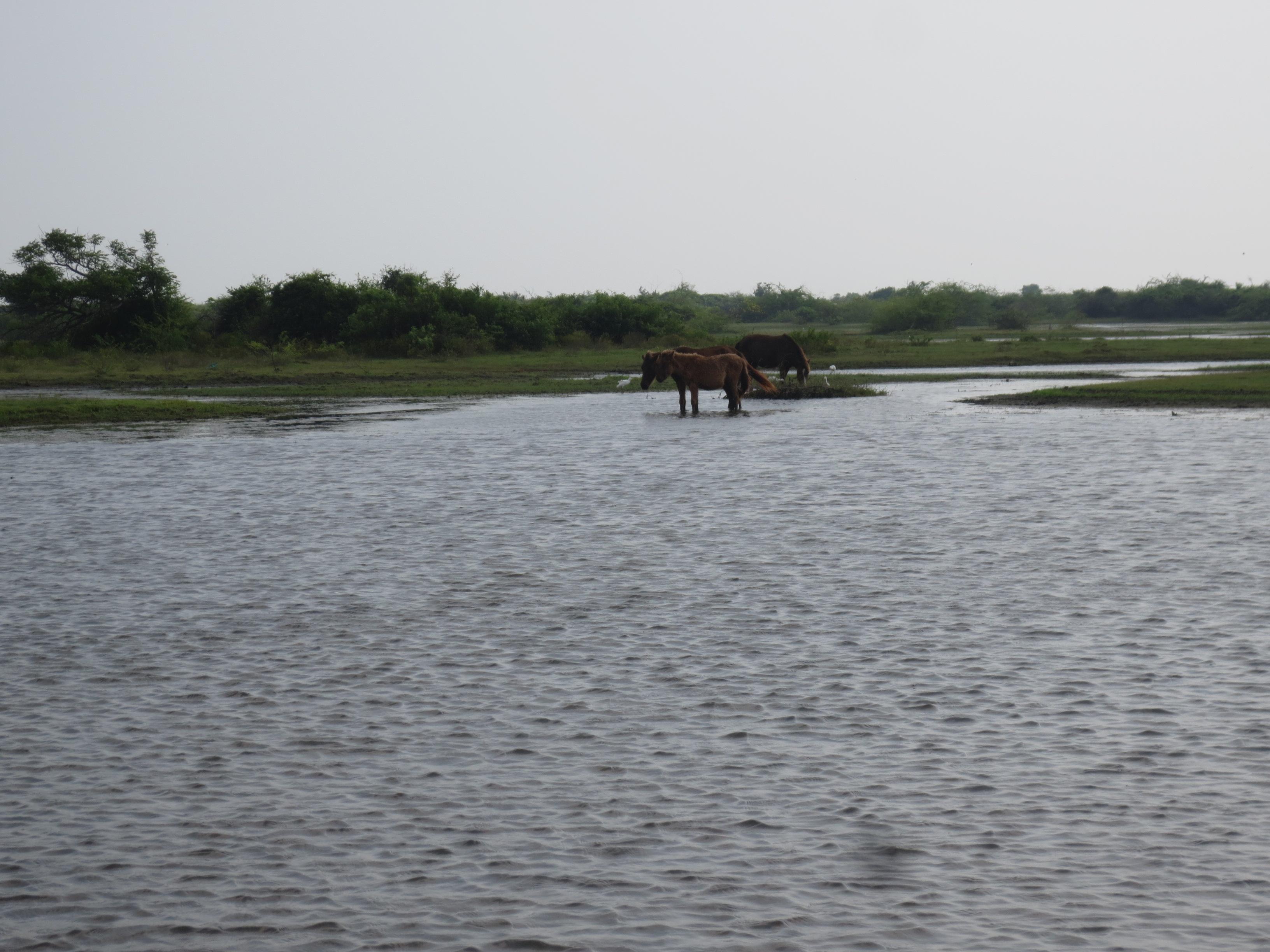
고요한 숲의 말

보호구역은 칼리메어곶과 세 유형의 서식지가 있다. 건조상록림, 맹그로브숲(mangrove forest), 습지(wetland)가 그것이다. 1988년 보호구역은 대베다라니암늪(Great Vedaranyam Swamp)과 탈라이그나야르 보호림(Talaignayar Reserve Forest)을 포함하면서 확대되었고, 총면적 377평방킬로미터의 칼리메어곶 야생동물 및 조류 보호구역(Point Calimere Wildlife and Bird Sanctuary)이라는 이름으로 다시 태어났다. 칼리메어곶은 멸종 위기에 처한 인도영양(Indian blackbuck)의 원산지이자, 철새 넓적부리도요(spoon-billed sandpiper)의 겨울철 거주지 중 하나이다. 또한 큰홍학(greater flamingo)도 겨울을 난다. 지역에는 여러 염전들이 있으며, 여러 갑각류들이 겨울철새들의 먹이가 된다. 농지와 새우 양식장에 살충제를 뿌리면서 많은 동물들의 세포조직에 DDT와 HCH가 고농축되어 있다.

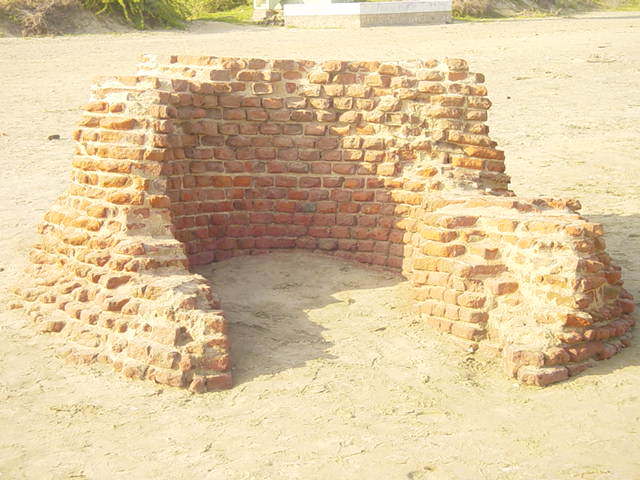
쓰나미로 파괴된 촐라 알반스케(Albanske) 봉화 유적

## 문화유산
종교 역사 문화적 중요성을 지닌 일부 유적은 보호지역에 있다.

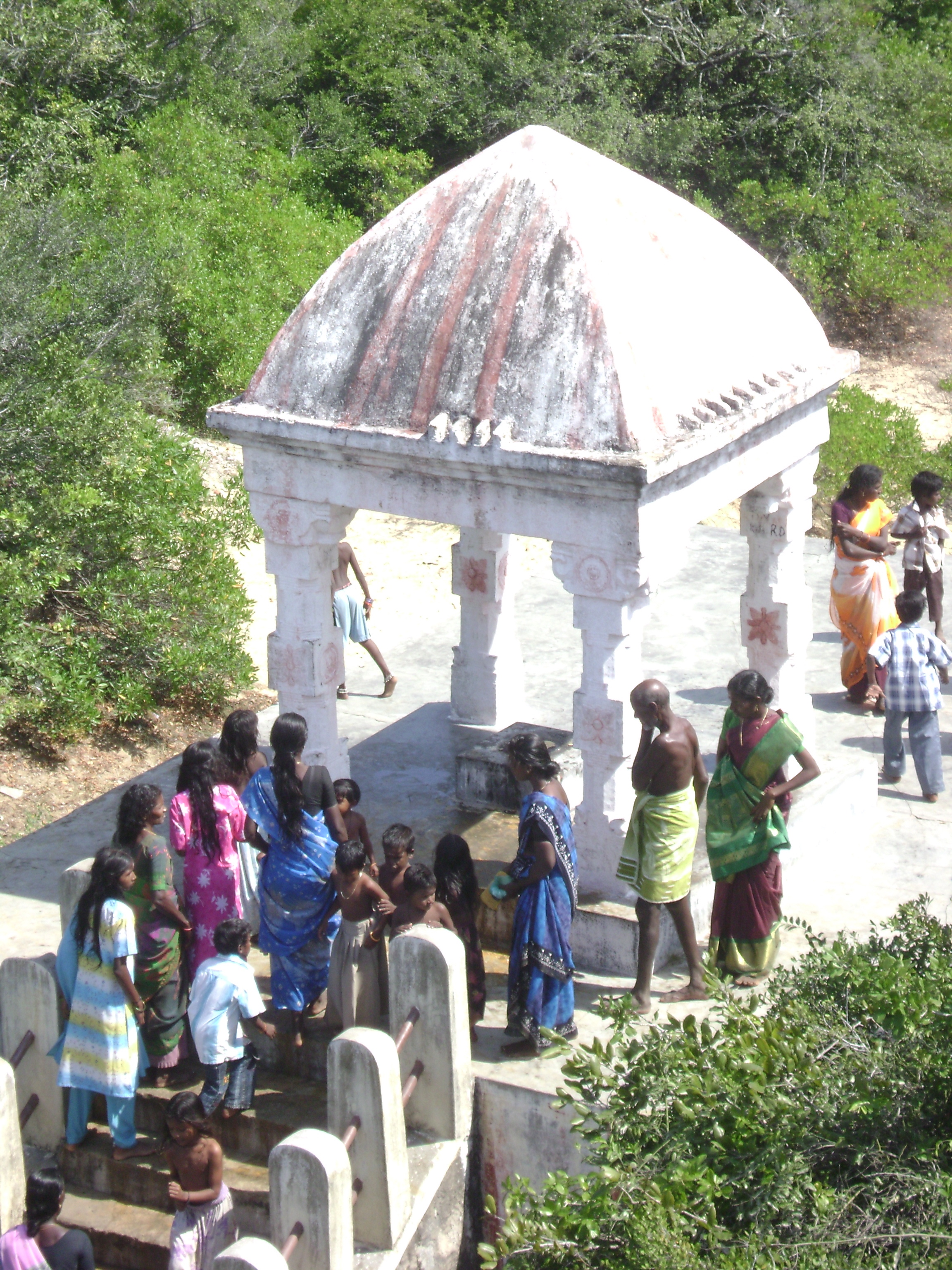
라마왕(Lord Rama) 발자국이 찍힌 돌이 있는 라마르 파담(Ramar Padam)

- 라마르 파담(Ramar Padam) : '라마(Rama)의 발자국'이라는 뜻으로, 보호지역 내 가장 높은 곳에 위치해 있으며, 라마왕(Lord Rama)의 돌발자국이 있는 작은 사원이다. 많은 라마 추종자들이 4월 둘쨰주에 이곳에 모여 람 나바미(Ram Navami) 축제를 연다.
- 쿠자가르 사원(Kuzhagar Temple) 혹은 코디 쿠자가르 사원(Kodi Kuzhagar Temple) (கோடிக் குழகர் கோயில்)[3] : 암리타카데스와라르 사원(Amrithakadeswarar Temple)이라고도 하는 힌두 사원으로 시바(Shiva)를 모시고 있으며, 타밀 나두의 코딕카라이에 있다. 나야나(nayanar)라고도 하며 파달 페트라 스탈람(Paadal Petra Sthalam)으로 분류되는 타밀의 성 시인이 작성한 7세기 타밀 사이바(Tamil Saiva) 경전 '테바람(Tevaram)'에서 쿠자가르는 추앙받고 있다. 쿠자가르 사원은 촐라 왕조가 지어진 것으로 보이며, 촐라 왕조 시기 작성된 명문도 남아 있다.
- 나바코디 시타르 알라얌(Navakodi Sitthar Aalayam) : 코디악카라이 마을 남쪽에 있는 사원이다. 사원의 역사는 시바와 파르바티(Parvathy)의 암말(ammaal)의 결혼식으로, 시타르(Sitthar)가 많이 이곳을 방문했다고 한다. 촐라 왕조 황제와 만나르 사라포지(Mannar Sarafoji)는 이 사원을 방문했다. 사원 근처 '카낙카르 마담(Kanakkar Madam)' 마을은 1940년대에 파괴되었고, 주민들은 코디악카라이마을로 이주되었다. 이들은 카낙카르마다티아르 가문(Kanakkarmadathiaar's family)으로 불린다. 타밀 나두 주(州)에서 오는 모든 봉헌자들은 Amaavasai/Pournami라는 특별한 날에 와서 매년 축제를 벌인다.
- 사니야신 무니아스와르 코빌(Sanyasin Muniaswar Kovil) : 무니아판호(Muniappan Lake) 동쪽 제방과 코디아카라이로(Kodiakkarai Road) 사이에 있는 사원으로, 많은 신도들이 방문한다. 3월 20일 푸자(Puja) 신을 기린다.
- 마투무니안 코빌(Mattumunian Kovil) : 보호구역 남쪽의 작은 사원으로, 일년 내내 사람들이 추숭하고 기도를 드린다. 9월 셋째주 금요일에 이곳에서 큰 축제가 열린다.
- 모디 만다팜(Modi Mandapam) : 라마르 파담 근처 사원으로, 모든 카스트 신분 사람들이 온다. 힌두 전설에 의하면, 베다라네스와레르(Vedaraneswarer) 왕이 1~2월에 배우자와 함께 이곳에서 하룻밤을 보냈다고 한다. 3월 첫째주에 큰 축제가 열린다.
- 아불라이간니 다르가(Avulaiganni Dargah) : 라마르 파담 옆 길 근처에 있는 한 무슬림 성인 무덤이다. 11월 말에 그를 기리는 식이 열린다.
- 쉐브라얀 코빌(Shevrayan Kovil) : 쉐브라얀과 소니(Soni) 신을 모시는 사원으로, 보호구역 북부 숲 깊은 곳에 있다. 근처 작은 마을 하나는 보호구역 보호 삼림 설정 이후 밖으로 이주되었다. 악카라이페타이(Akkaraipettai)에서 온 신도들이 6~7월에 축제를 연다.

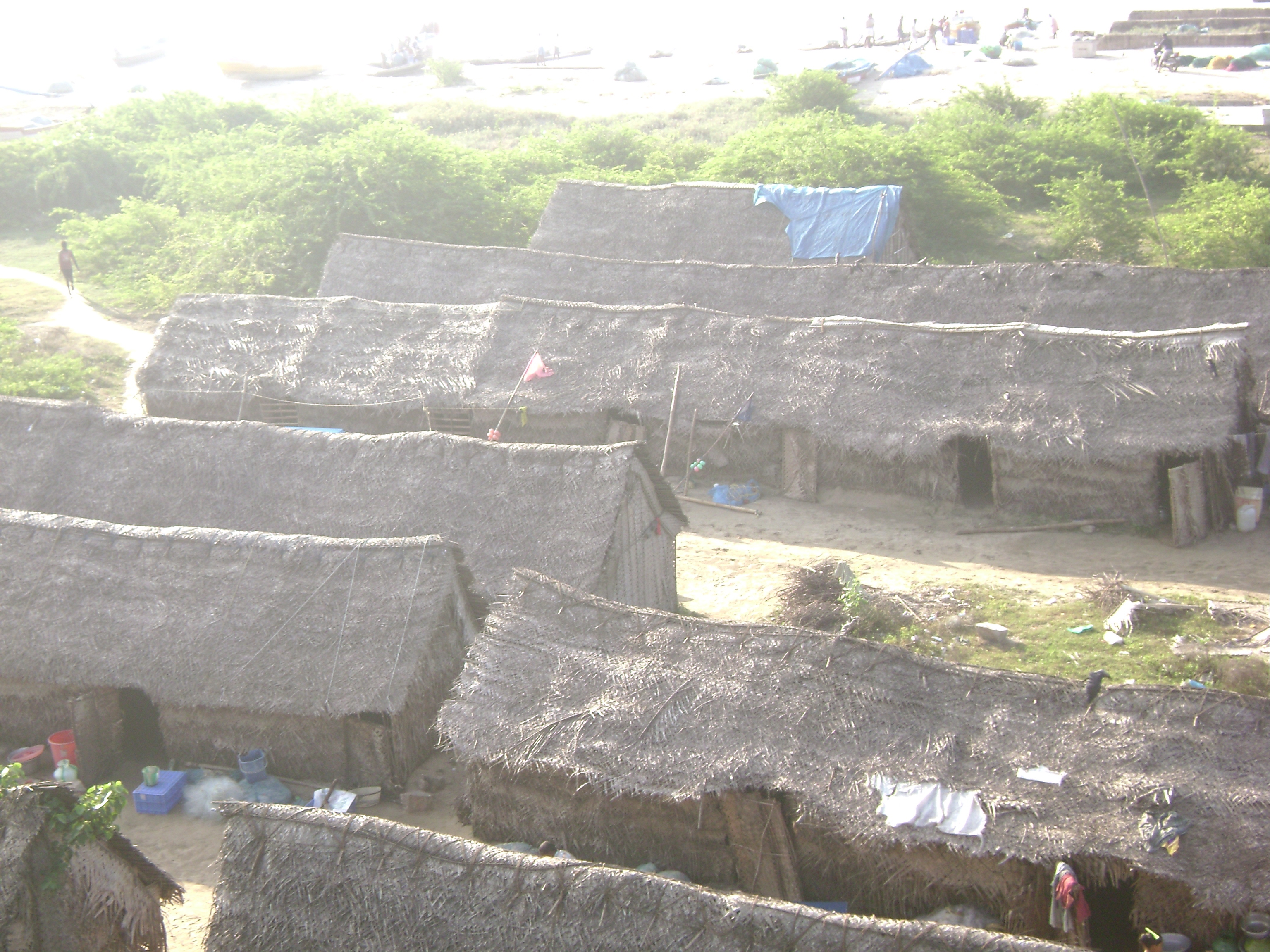
아디바시 콜로니(Adivasi Colony)

- 아디바시 콜로니(Adivasi Colony) : 암발라바시(Ambalavasi) 공동체로, 코디악카라이 마을 끝에서 진흙과 코코넛 및 팔미라야자(palmyrah) 잎으로 만든 집에 산다. 전통 생활 방식으로는 보호구역 내 숲에서의 채집이다. 채집은 지금은 금지되었지만 완전히 없어지지는 않았다. 대부분 갯벌과 늪에서 물고기와 작은 새우를 잡는다. 일부는 근처 염전 일일 노동자로 산다. 코디악카라이 언덕 내 다른 공동체와 교류가 거의 없다.

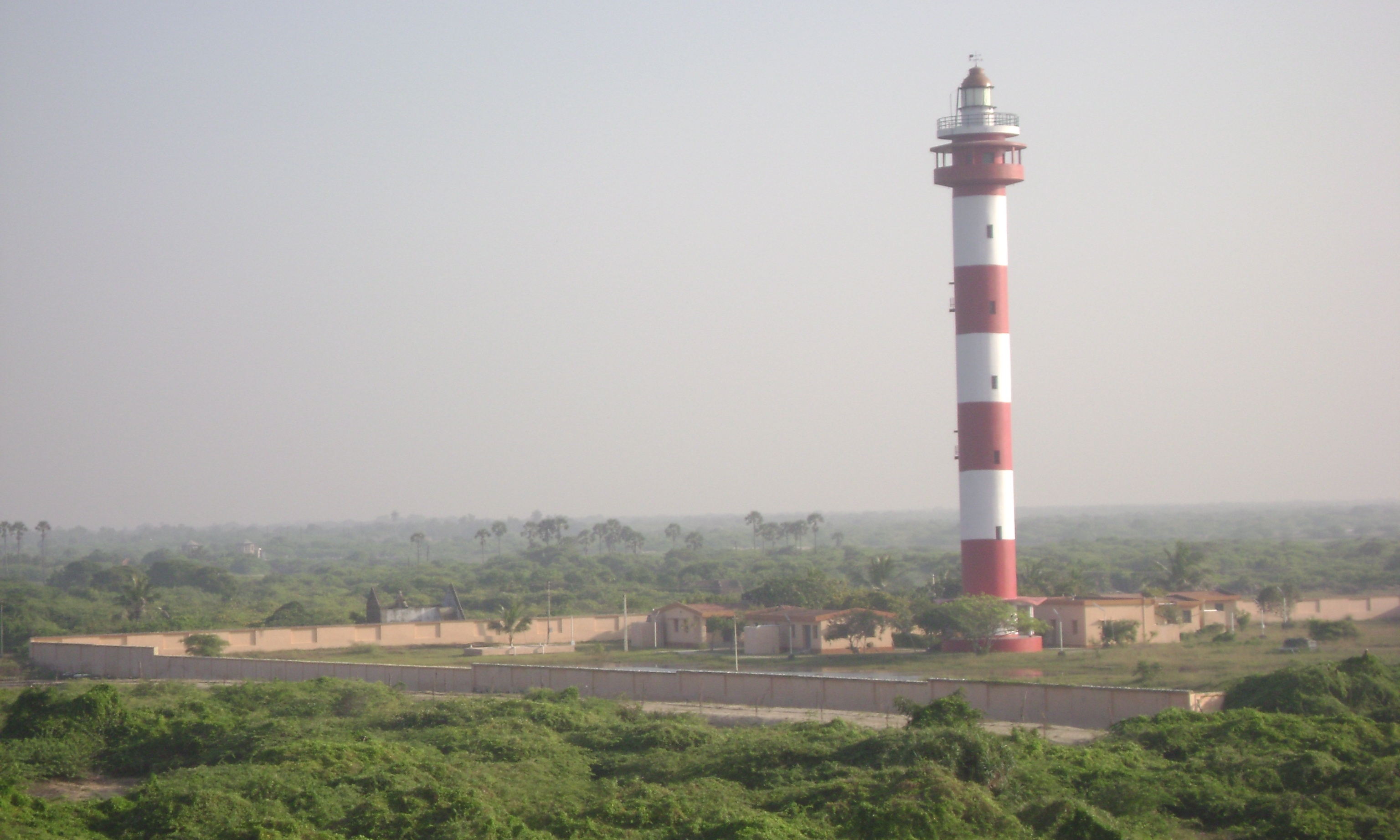
코디악카라이 등대

- 촐라 등대(Chola Lighthouse) : 곶 근처에 있는 벽돌과 모르타르로 지은 유적지로, 1천여 년전 촐라왕조 시기에 세워졌다고 한다. 2004년 인도양 지진해일로 파괴되었지만 영국등대 인근에서 만조와 간조 사이에 볼 수 있다.[4]

- 영국 등대(British Lighthouse) : 1890년 곶 끝에 영국인들이 세운 13m 등대로, 바다에서 13해리 떨어진 곳에서도 볼 수 있다.[5]

- 코디악카라이 등대(Kodiakkarai Lighthouse) : 45m의 현대식 등대로 실제 항해에 사용되고 있으며 코디악카라이 해변 근처에 있다. 오후 3~5시에 일반인도 접근 가능하다. 보호구역을 지배하고 있으며 선원들이 멀리서도 볼 수 있다.[4]

## 같이 보기
- 코디 쿠자가르 사원(Kodi Kuzhagar temple)
- 코로만델 해안(Coromandel Coast)